# Брячислав Святополчич
Брячислав Святополчич (в крещении Павел; 1104/1105 — 28 марта 1127) — один из младших сыновей Святополка Изяславича от брака с половчанкой. Предположительно, был туровским князем или же имел небольшой удел в туровской земле или на Волыни.

## Биография
Упоминается в летописи всего два раза, в связи с рождением и смертью. Родился он в 1104/1105 году, в период киевского княжения отца: «и родися у Святополка сын и нарекоша имя ему Брячислав». 
Сохранился автограф Брячислава. В 2009 году на стенах Софии Киевской была обнаружена надпись:

Господи помози рабу своему грешьному убогому Брѧчиславу Павьлу

Надпись датируется концом XI — первой четвертью XII века, сделана, вероятно, ребёнком и атрибутируется Брячиславу Святополчичу. По этой надписи и удалось узнать крестильное имя князя. 
Ничего не известно о его владениях. По мнению Л. Войтовича, около 1110 года Брячислав получил туровский стол. О. Рапов полагает, что он владел небольшим уделом в пределах туровского и волынского княжеств.
Под 1127 годом летопись сообщает о смерти Брячислава Святополчича: «преставися Святополчич меньший Брячислав месяца марта в 28  день, а погребен апреля в 5». Л. Войтович указывает другую дату смерти — 1123 год, но эта дата противоречит источникам и, видимо, является результатом описки.
Сведений о жене Брячислава и его детях не сохранилось.